# Anomalies de développement du cortex cérébral
 (avril 2013).
Si vous disposez d'ouvrages ou d'articles de référence ou si vous connaissez des sites web de qualité traitant du thème abordé ici, merci de compléter l'article en donnant les références utiles à sa vérifiabilité et en les liant à la section « Notes et références ».
Pour les articles homonymes, voir Cortex (homonymie).
Les moyens de détection des anomalies concernant le développement du cortex cérébral ont fait d'énormes progrès depuis l'apparition de l'imagerie médicale du cerveau. Plusieurs études révèlent que près de 25 % des enfants atteints d'épilepsies réfractaires sont en rapport avec des  anomalies de développement du cortex cérébral.

## Embryologie
À la différence de beaucoup d'autres cellules au cours de l'embryogenèse, les cellules du cortex cérébral ne se différencient pas au niveau du cortex cérébral mais à distance, elles devront donc migrer vers le cortex cérébral.
Les deux endroits de formation des neurones sont les parois du troisième ventricule et des ventricules latéraux (système ventriculaire).
Durant la septième semaine de gestation, une prolifération de neurones survient dans la paroi des ventricules latéraux. Dans cette zone de prolifération ou zone germinale ou matrice germinale, les cellules souches deviennent des neurones ou des cellules gliales destinées à devenir le futur cerveau. Quelques-unes de ces cellules resteront sur place où elle continueront à proliférer, tandis que d'autres migreront pour former le futur cortex. Cette migration commence à partir de la huitième semaine de gestation. Ce qui est remarquable dans ce processus c'est la correspondance entre chaque zone de la matrice germinale et du cortex cérébral. Le déplacement des neurones se fait par un mécanisme simple : élongation cellulaire et migration du noyau vers l'extrémité opposée de la cellule à la zone germinale. Puis la partie en contact avec le ventricule latéral se rétracte. Le développement du cerveau et l'augmentation des distances nécessitent des mécanismes de migration plus sophistiqués grâce aux cellules gliales qui en émettant des prolongements fibrillaires dirigent la migration. Les cellules gliales fournissent en outre les métabolites nécessaires à la migration. L'organisation cellulaire du cortex se fait de la profondeur à la périphérie : la couche polymorphe se formant la première.

## Classifications
En fonction de l'embryologie, on peut classer schématiquement les anomalies de développement du cortex cérébral en trois catégories :
- malformations en rapport avec une anomalie de la prolifération des neurones et des cellules gliales ;
- malformations en rapport avec une anomalie de la prolifération des neurones ;
- malformations en rapport avec une anomalie de l'organisation corticale des neurones.